# Scythocentropus ferrantei
Scythocentropus ferrantei är en fjärilsart som beskrevs av Max Wilhelm Karl Draudt 1911. Scythocentropus ferrantei ingår i släktet Scythocentropus och familjen nattflyn. Inga underarter finns listade.